# 康塞桑-杜帕拉
康塞桑-杜帕拉是巴西米纳斯吉拉斯州的一个市镇。总面积249.409平方公里，总人口4725人，人口密度18.9人/平方公里。